# Барское (Галичский район)
Барское — деревня в Ореховском сельском поселении Галичского района Костромской области России.

## География
Деревня расположена на берегу реки Пундовка.

## История
Согласно Спискам населенных мест Российской империи в 1872 году деревня относилась к 1 стану Галичского уезда Костромской губернии. В ней числилось 15 дворов, проживало 46 мужчин и 61 женщина.
Согласно переписи населения 1897 года в деревне проживало 177 человек (78 мужчин и 99 женщин).
Согласно Списку населенных мест Костромской губернии в 1907 году деревня относилась к Новографской или Костомской волости Галичского уезда Костромской губернии. По сведениям волостного правления за 1907 год в ней числилось 28 крестьянских дворов и 207 жителей.
До муниципальной реформы 2010 года деревня входила в состав Костомского сельского поселения.

## Население
| 2008 | 2010 | 2012 | 2014 |
| ---- | ---- | ---- | ---- |
| 35   | ↘12  | ↗31  | →31  |